# Vol Cathay Pacific 700Z
Le vol Cathay Pacific 700Z était un vol international régulier, reliant Singapour à Hong Kong et opéré par un Convair 880 de Cathay Pacific, qui s'est écrasé à Pleiku, dans le sud du Viêt Nam, dans l'après-midi du 15 juin 1972, tuant les 81 passagers et membres d'équipage à bord. Il s'agit de l'accident aérien le plus meurtrier impliquant un Convair 880.
Une enquête a par la suite déterminé que le crash avait été causé par un engin explosif, probablement situé dans la cabine passagers. Un ressortissant thaïlandais a été arrêté, en tant que suspect dans l'attentat, mais a été acquitté plus tard lors du procès.

## Avion et équipage

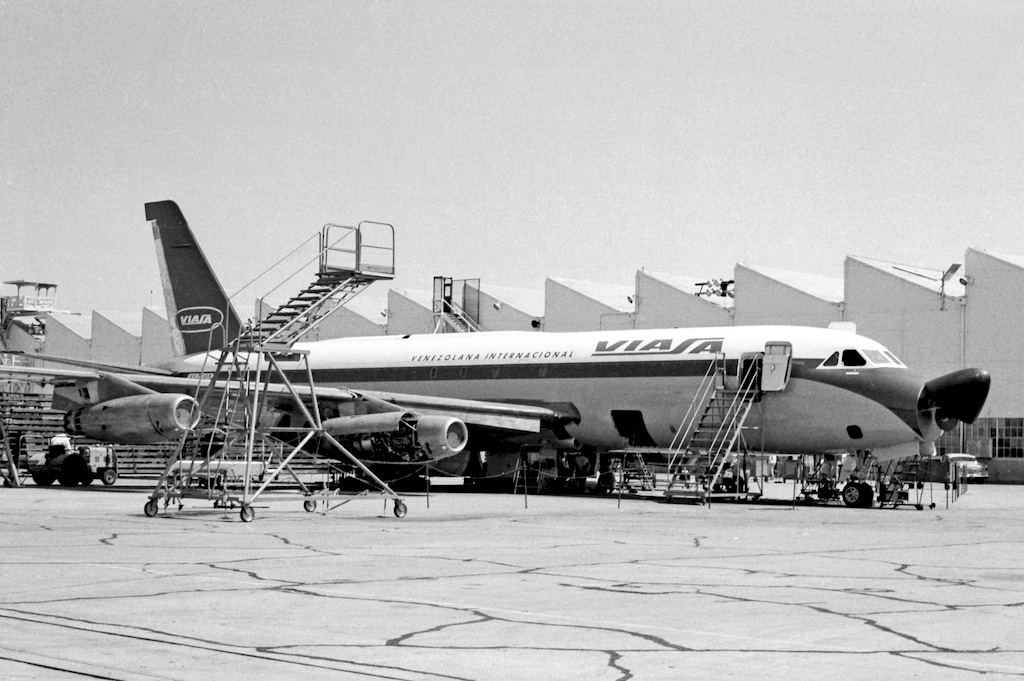
L'appareil impliqué dans l'accident, alors en service pour Viasa (YV-C-VIA), ici à l'aéroport international de San Diego en 1961.

Le vol 700Z était effectué par un Convair CV-880-22M-21, construit en 1961 et immatriculé VR-HFZ (numéro de série 22-7-1-53). Il a d'abord été exploité par Viasa, avec comme immatriculation YV-C-VIA, avant d'être acquis par Cathay Pacific en 1967. Il totalise 29 434 heures de vol au moment de l'attentat.
Le commandant de bord était Neil Morison (43 ans), de nationalité australienne, totalisant 14 343 heures de vol, dont 5 261 heures sur CV-880. Le copilote, Lachlan Mackenzie (38 ans), compte 7 649 heures de vol, dont 2 867 heures sur CV-880. Le second copilote est Leslie Boyer (42 ans), qui cumule 5 783 heures de vol, dont 1 529 heures sur CV-880, et le mécanicien navigant Ken Hickey (36 ans) totalise 4 246 heures de vol, dont 2 595 heures sur CV-880. 
L'équipage en cabine était composé de six personnes, toutes originaires de Hong Kong, dirigées par deux commissaires de bord, William Yuen et Dicky Kong.

## L'explosion
Le vol 700Z était parti de l'aéroport de Singapour (Paya Lebar, qui a été converti en base aérienne de la RSAF quand l'aéroport de Changi a été ouvert). Il avait effectué une escale à Bangkok Don Muang et était reparti pour sa destination finale, Hong Kong-Kai Tak.
À 12 h 59 (heure locale), l'avion se désintègre en plein vol alors qu'il survole le Viêt Nam - plus exactement la république du Viêt Nam (Viêt Nam du sud), le pays étant encore divisé en raison de la guerre du Viêt Nam. Il n'y a aucun survivant parmi les 81 personnes à bord, à savoir 71 passagers et 10 membres d'équipage. Dès la perte du contact radio avec la tour de contrôle de Saigon, deux hélicoptères sont envoyés sur les lieux. 
L'épave de l'avion a été localisée par un hélicoptère de l'armée américaine dans un terrain légèrement boisé, au sommet d'une colline isolée près de Pleiku, toujours en feu, peu de temps après que le contrôle aérien de Saigon ait perdu le contact.

## Enquête
L'analyse des débris de l'avion permet rapidement aux enquêteurs de comprendre qu'il a été détruit par un engin explosif, vraisemblablement situé dans la cabine, sous un siège près du caisson de voilure droit, alors qu'il volait à une altitude de 29 000 pieds (8 800 m) et à une vitesse de 310 nœuds (570 km/h). 
l'explosion à causé des dommages inconnus mais catastrophiques à l'avion, notamment au niveaux les stabilisateurs horizontaux et verticaux. L'avion a probablement effectué une descente rapide et erratique. À un moment indéterminé de cette descente, le stabilisateur horizontal s'est entièrement séparé de l'avion, et le fuselage s'est finalement disloqué en trois sections avant de, avant de toucher le sol, la proximité relative de ces trois sections suggérant que cette rupture structurelle s'est produite à basse altitude. 
Les soupçons des enquêteurs thaïlandais se portent sur un officier de police du noms de Somchai Chaiyasut (chargé des contrôles de sécurité à l'aéroport) : sa jeune compagne Somwang Prompaim et sa fille d'un précédent mariage se trouvaient à bord, à l'emplacement approximatif de l'explosion. Trois assurances-décès différentes en faveur de Somchai Chaiyasut avaient été contractées juste avant le voyage, pour un total de 240 000 dollars.
Malgré de multiples éléments pointant sur lui, l'homme nie les faits et est finalement acquitté, les preuves étant jugées insuffisantes. Il touche les primes des assurances. Plusieurs membres des familles de victimes du crash tentent sans succès de recruter un assassin pour le tuer. Il meurt d'un cancer en 1985.